# Marco Atilio Régulo Caleno
Marco Atilio Régulo Caleno  fue un político y militar romano del siglo IV a. C. miembro de los Atilios Régulos, una rama familiar de la gens Atilia. Obtuvo el consulado en el año 335 a. C. y batalló con su colega, Marco Valerio Máximo Corvo, contra los sidicinos.